# Копаньский, Станислав
Станислав Копаньский (пол. Stanisław Kopański; 19 мая 1895, Санкт-Петербург — 23 марта 1976, Лондон) — польский военачальник, генерал дивизии Войска Польского.

## Участник Первой мировой войны
Окончил польскую гимназию в Санкт-Петербурге, учился в Санкт-Петербургском институте путей сообщения.
После начала Первой мировой войны в 1914 году был призван в русскую армию, окончил Михайловское артиллерийское училище. Проходил службу в 3-й конно-артиллерийской батарее 2-й кавалерийской дивизии. После Февральской революции 1917 года вступил в 1-й Польский корпус, формировавшийся в России. После Брест-Литовского мирного договора был демобилизован, уехал в Варшаву (тогда ещё занятую Германией) с тем, чтобы получить образование в Варшавском университете.

## Офицер Войска Польского
После восстановления независимости Польши в ноябре 1918 года вступил в польскую армию. В рядах 1-го уланского полка участвовал в боях при Перемышле, Гродеке Ягеллонском и Львове. Затем воевал с советскими войсками под Лидой и Вильно, 20 апреля 1919 года во время боёв под Вильно был тяжело ранен, потерял глаз. После краткого пребывания в госпитале вернулся на службу, был начальником школы сержантов артиллерии в Варшаве. Затем вернулся на фронт, с сентября 1919 года служил в артиллерии, в 1920 году — в 8-м уланском полку, участвовал в боях с Красной армией при Комарове и Тышовце. В октябре 1920 года награждён Серебряным крестом ордена Virtuti Militari.
После Рижского мира 1921 года демобилизовался, завершил изучение инженерных наук в Варшавском политехническом институте. С 1923 года вновь в армии, заместитель начальника офицерской артиллерийской школы в Торуне (1923—1927), где преподавал баллистику. С 1924 года — майор. В 1927—1929 годах учился в Высшей военной школе в Париже, после окончания которой служил в 3-м отделе (оперативном) Генерального штаба. С 1930 года — командир батальона 6-го полка тяжёлой артиллерии, расквартированного во Львове, затем начальник реферата мобильных войск оперативного отдела Генерального штаба. С 1931 года — подполковник. В 1935—1937 годах — заместитель начальника бронетанковых войск в военном министерстве. В 1937—1939 годах — командир 1-го моторизованного артиллерийского полка в Стрые, в этом качестве участвовал в 1938 году в занятии части Тешинской области (принадлежащей по решению международной конференции в Спа - Чехословакии). С марта 1939 года — начальник 3-го (оперативного) отдела Главного штаба, полковник.

### Участие во Второй мировой войне
В начале Второй мировой войны находился в составе штаба Верховного главнокомандующего Эдварда Рыдз-Смиглы, вместе с которым был интернировании в Румынии. Бежал из лагеря для интернированных и в конце октября 1939 года прибыл во Францию.
Первоначально не получил должности в формировавшейся на Западе польской армии из-за своей работы с маршалом Рыдз-Смиглы. Только 5 апреля 1940 года был назначен командиром 1-й Карпатской горной бригады, сформированной из польских военнослужащих, как и Копаньский, сумевших через Румынию и Венгрию добраться до территории, контролируемой французами. Бригада была переброшена в Сирию и вошла в состав французских войск в Леванте. Предполагалось, что она будет действовать в составе союзных вооружённых сил в ходе планировавшихся боевых действий на Балканах.
После капитуляции Франции в июне 1940 года Карпатская бригада отказалась разоружиться и, по приказу генерала Владислава Сикорского, перешла на территорию Палестины, соединившись там с британскими войсками, а в сентябре 1940 года была переброшена в Египет. Она стала единственной воинской частью Армии Леванта, продолжившей борьбу с немцами в полном составе и с вооружением. Первоначально она состояла из 319 офицеров и 3437 солдат и сержантов, но вскоре численность бригады достигла примерно 5 тысяч человек. Под руководством Копаньского она прошла обучение не только для участия в горной войне, но и в боевых действиях в пустыне, что не было свойственно польской армии. В 1940 году Копаньский был произведён в генералы бригады.
В августе 1941 года бригада участвовала в обороне Тобрука в течение четырёх заключительных месяцев его осады. После снятия осады в декабре 1941 года принимала участие в преследовании итало-германских войск и в сражении при Эль-Газале. Портрет генерала Копаньского изображён на польской марке 1991 года, посвящённой обороне Тобрука.
В апреле 1942 года был назначен командиром 3-й пехотной Карпатской дивизии, сформированной из его бригады и части военнослужащих 2-го корпуса генерала Владислава Андерса. Дивизия готовилась к высадке в Италии, но незадолго до неё, 21 июля 1943 года, Копаньский был назначен начальником штаба главнокомандующего польскими вооружёнными силами на Западе — после того, как его предшественник Тадеуш Климецкий погиб в авиакатастрофе вместе с генералом Сикорским. Копаньский тяготился пребыванием на штабном посту с ограниченными возможностями (так как польские войска входили в состав более крупных соединений союзников) и 20 октября 1944 года подал в отставку. Однако президент Владислав Рачкевич не принял её, а 23 октября того же года произвёл его в дивизионные генералы. Занимал пост начальника штаба до 1946 года.

## Эмигрант
После Второй мировой войны остался в эмиграции, в 1946—1949 годах командовал Польским корпусом. В 1946 году лишён польского гражданства просоветскими властями (восстановлен в 1971 году). После расформирования корпуса жил в Великобритании, до 1970 года занимал почётную должность начальника Генерального штаба, а после его официального расформирования получил ранг генерального инспектора Польских вооружённых сил в изгнании, занимался преимущественно поддержкой ветеранских организаций. Сотрудничал с Институтом Сикорского в Лондоне. В 1970—1973 годах — член Совета Трёх, коллегиального органа, исполнявшего обязанности польского президента в эмиграции (созданного в противовес президенту Августу Залескому представителями эмиграции, не признавшими продления его полномочий в 1954).

## Труды
Автор статей в профессиональных журналах, а также двух томов воспоминаний:
- Воспоминания о войне 1939—1945, Лондон 1961;
- Моя служба в польской армии 1917—1939, Лондон, 1965.

## Награды
- Золотой крест Военного ордена Virtuti Militari.
- Серебряный крест Военного ордена Virtuti Militari.
- Большой крест ордена Возрождения Польши.
- Офицерский крест ордена Возрождения Польши.
- Крест Храбрых (дважды).
- Золотой Крест за заслуги с мечами.
- Орден Бани (Великобритания).
- Орден «За выдающиеся заслуги» (Великобритания).
- Командор ордена Британской империи.
- Орден Почётного легиона (Франция).
- Военный крест с пальмовой ветвью (Франция).